# Ponte San Pietro
Ponte San Pietro is een gemeente in de Italiaanse provincie Bergamo (regio Lombardije) en telt 10.294 inwoners (31-12-2004). De oppervlakte bedraagt 4,6 km², de bevolkingsdichtheid is 2402 inwoners per km².
De volgende frazioni maken deel uit van de gemeente: Locate.

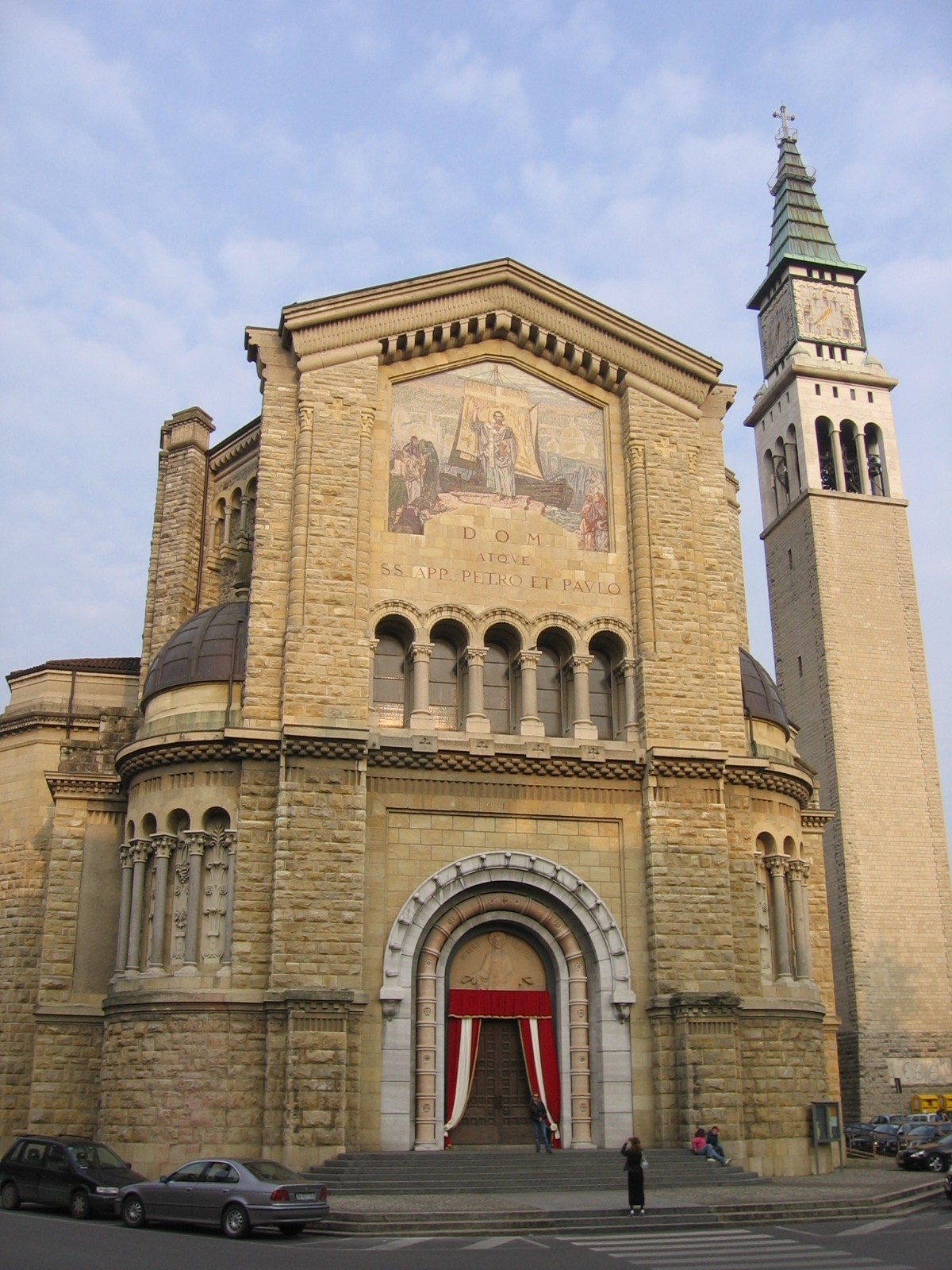
Parochiekerk van Ponte San Pietro
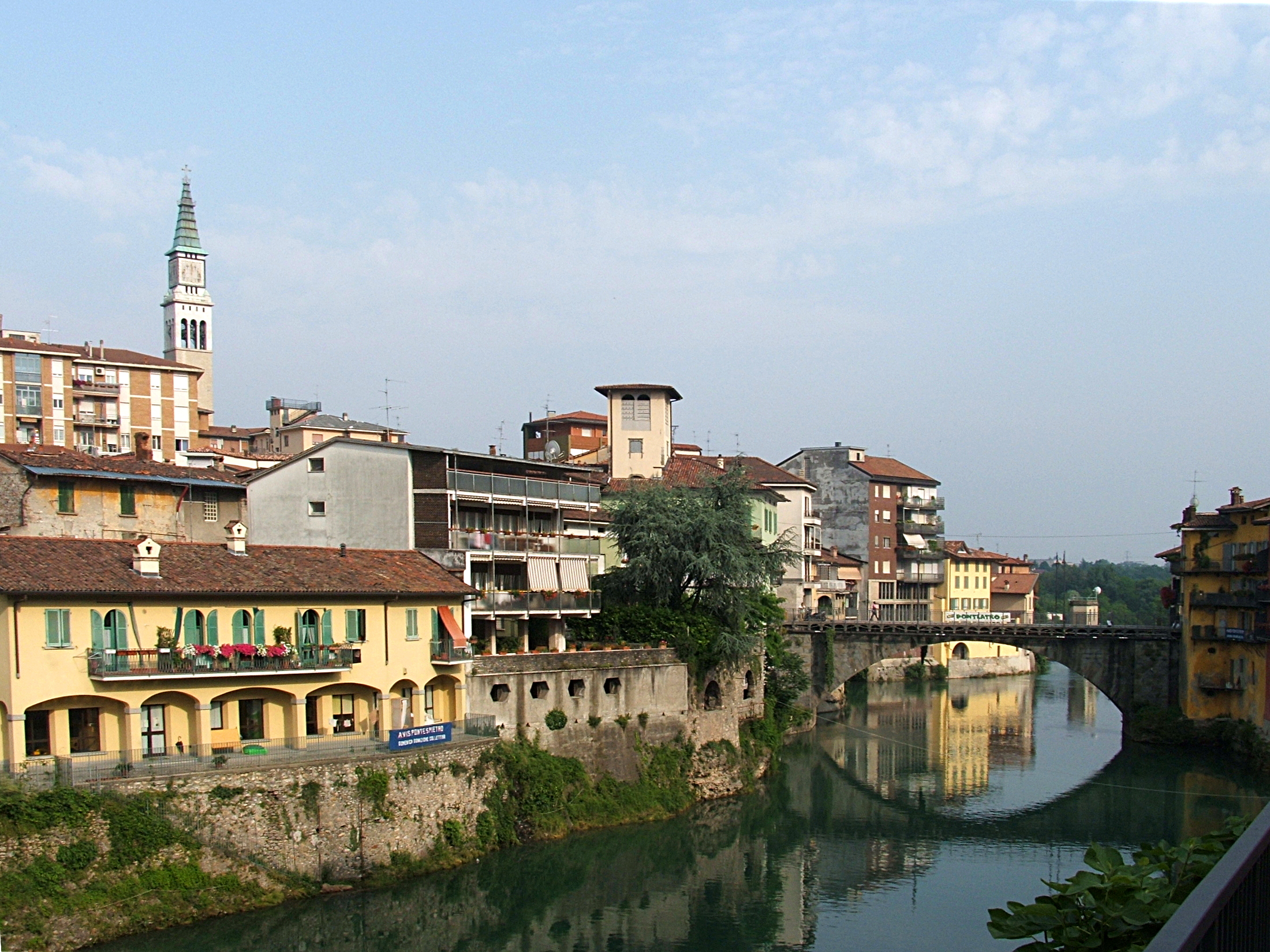
Ponte San Pietro

## Demografie
Ponte San Pietro telt ongeveer 4233 huishoudens. Het aantal inwoners daalde in de periode 1991-2001 met 4,8% volgens cijfers uit de tienjaarlijkse volkstellingen van ISTAT.
| Jaar | Inwoneraantal |
| ---- | ------------- |
| 1991 | 10.115        |
| 2001 | 9633          |
| 2004 | 10.294        |

## Geografie
De gemeente ligt op ongeveer 224 m boven zeeniveau.
Ponte San Pietro grenst aan de volgende gemeenten: Bonate Sopra, Brembate di Sopra, Curno, Mapello, Mozzo, Presezzo, Valbrembo.

## Geboren
- Emiliano Brembilla (1978), zwemmer
- Diego Caccia (1981), wielrenner
- Michael Agazzi (1984), voetballer
- Ermanno Capelli (1985), wielrenner
- Barbara Guarischi (1990), wielrenster
- Chiara Consonni (1999), wielrenster